# عبدالملک بن مروان
عَبْد الْمَلِک ٱبْن مَرْوَان ٱبْن الْحَکَم (۶۴۴ یا ژوئن/ژوئیه ۶۴۷ – ۹ اکتبر ۷۰۵) پنجمین خلیفه از خلافت اموی بود که از آوریل ۶۸۵ تا زمان مرگش در اکتبر ۷۰۵ حکمرانی کرد. وی از نسل نخست مسلمانان زاده‌شده پس از ظهور اسلام به‌شمار می‌رفت و دوران جوانی‌اش در مدینه با آموزه‌های دینی و رفتارهای مذهبی سپری شد. عبدالملک پیش از خلافت، در دورهٔ فرمانروایی معاویة بن ابی‌سفیان (۶۸۰–۶۶۱)، بنیان‌گذار خلافت اموی، و همچنین در زمان پدرش مروان بن حکم (۶۸۴–۶۸۵)، مسئولیت‌های اجرایی و نظامی متعددی برعهده داشت. هنگام به‌دست گرفتن قدرت، ساختار خلافت اموی در پی رخدادهای فتنه دوم فروپاشیده بود؛ با این حال، در دوران فرمانروایی پدرش، نظم امویان در سوریه و مصر دوباره بازسازی شده بود.
پس از حمله‌ای ناموفق به عراق در سال ۶۸۶ میلادی، وی تمرکز خود را بر تثبیت کنترل در سوریه معطوف ساخت تا بتواند در مراحل بعد، بخش‌های بیشتری از خلافت را از رقیب اصلی‌اش—خلیفهٔ مستقر در مکه، عبدالله بن زبیر—بازپس گیرد. در همین راستا، عبدالملک در سال ۶۸۹ با امپراتوری بیزانس—که به‌تازگی تقویت شده بود—صلحی نامطلوب و تحمیلی منعقد کرد. یک سال بعد، توطئهٔ کودتایی توسط خویشاوندش عمرو بن سعید اشدق در دمشق را سرکوب کرد و در سال ۶۹۱، قبایل شورشی قیسی منطقهٔ جزیره (بین‌النهرین علیا) را دوباره به سپاه خلافت بازگرداند. در ادامه، عبدالملک عراق زبیری را تصرف کرد و سردار خود، حجاج بن یوسف را به مکه فرستاد؛ وی در اواخر سال ۶۹۲ عبدالله بن زبیر را به قتل رساند و بدین‌وسیله، خلافت را بار دیگر تحت فرمان عبدالملک یکپارچه کرد. جنگ با بیزانس از سر گرفته شد و دستاوردهایی چون پیشروی امویان به آناتولی و ارمنیه، نابودی شهر کارتاژ و بازپس‌گیری قیروان در سال ۶۹۸ حاصل گردید. قیروان به‌عنوان نقطهٔ آغاز فتح‌های آتی در شمال غربی آفریقا و شبه‌جزیرهٔ ایبری شناخته می‌شود. در شرق، حجاج به‌عنوان نایب عبدالملک منصوب شد و اقتدار خلافت را در عراق و خراسان تثبیت کرد. او تا سال ۷۰۲ با موفقیت مقاومت خوارج و اشراف قبیله‌ای عرب را در این مناطق سرکوب کرد. سال‌های پایانی خلافت عبدالملک با ثبات داخلی و تقویت قدرت همراه بود و زمینه‌ساز استقرار دولت مرکزی قدرتمند امویان شد.
او یکی از قدرتمندترین خلفای اموی بود و توانست بر مشکلات سیاسی که در عهدش پیش آمد، فائق آید. در دوران او، دیوان‌های مهم شعر و کتب علمی از زبان‌های گوناگون قدیم به عربی برگردان شد و دانشمندان از دیگر سرزمین‌ها به سوی دربار دمشق روی آوردند. در سال ۶۹۱ میلادی، عبدالملک بن مروان مسجدالاقصی را در مساحت فعلی آن توسعه داد و مهم‌ترین بنای آن معروف به قبةالصخره را ساخت. عبدالملک برای نخستین بار واحد پول برای جهان اسلام تعیین کرد و سکه‌های درهم و دینار به نام او ضرب شد. او کعبه را با دیبا و حریری که در دمشق بافته و به مکه فرستاده می‌شد، پوشانید. وی قلمرو امویان را از خاور به نزدیکی مرز چین گسترش داد، او حجاج بن یوسف ثقفی را به مکه فرستاد تا عبدالله بن زبیر را سرکوب کند. سرانجام حجاج کعبه را با منجنیق ویران کرد و عبدالله بن زبیر را در کعبه گردن زد و همان‌جا تمامی خدام مسجدالحرام را کشت و حجرالاسود معروف را چهارپاره کرد و مسجدالحرام را آتش زد.
پژوهشگران بسیاری نقش او را در شکل‌گیری قرآن و اسلام رسمی مهم می‌دانند. بسیاری از تاریخ‌نگاران عبدالملک را بنیان‌گذار واقعی اسلام به‌عنوان یک نهاد دینیِ خلافت عربی می‌دانند.
عبدالملک، شهر واسط را در کرانهٔ باختری رود دجله بنیان نهاد و مردمی از شهر شام را در آن جای داد و خود چندی در آنجا سکونت گزید. در دوران وی چندین شورش سیاسی-دینی به‌وقوع پیوست. وی برای جلوگیری از شورش‌ها نیازمند به شامیان بود، پس شخصی به نام مهلب بن ابی‌صفره را به جنگ با خوارج واداشت؛ سرانجام خوارج سرکوب شده و نفوذ خود را از دست دادند. قیام و سرکوب مختار ثقفی در زمان او روی داد. او همچنین قبةالصخره را در بیت‌المقدس بنا نهاد. و به فرماندهی برادرزادهٔ حجاج بن یوسف ثقفی، محمد بن قاسم ثقفی، هند را گشود. عبدالملک، از نظر حکومت‌داری شخصی لایق ولی بسیار بی‌رحم و خون‌ریز بود. پس از مرگش ولید بن عبدالملک جانشین وی شد. ابن خلدون نوشته است: «عبدالملک بن مروان از خلفای بنی‌امیه و عرب و جهان اسلام است. او در امور مملکت به سیرهٔ خلیفهٔ دوم، عمر بن خطاب، عمل می‌نمود.»
ابن طقطقی، عبدالملک بن مروان را اولین کسی می‌داند که مردم را از امر به معروف نهی کرد. او در نخستین خطبهٔ خود گفت: «شما دیگران را به تقوا فرامی‌خوانید اما خود را فراموش می‌کنید؛ به خدا سوگند از این پس کسی مرا به تقوا فرابخواند گردن او را قطع خواهم کرد». او به مردمی که انتظار آن داشتند تا او همچون مهاجران نخست عمل کند می‌گفت: «چنین چیزی را از ما نخواهید که خود نیز همانند آن عمل نمی‌کنید». او در سال ۷۱ هجری کوفه را تصرف و مصعب بن زبیر را کشت.

## اهمیت در شکل‌گیری اسلام
در پژوهش‌های تاریخی در بابِ تاریخ‌نگاری قرآن، نقش عبدالملک بن مروان در شکل‌گیری نسخهٔ رسمی قرآن نیز مورد توجه برخی پژوهشگران قرار گرفته است. نخستین بار، با بررسی‌های آلفونس مینگانا، متخصص زبان عربی و سریانی در مقابلهٔ نهایی متن قرآن، به این نتیجه رسید که نسخهٔ رسمی قرآن تا پایان قرن هفتم میلادی وجود نداشته است؛ یعنی «مصحف عثمان» باید در دورهٔ عبدالملک به‌صورت نهایی گردآوری و تدوین شده باشد. از دههٔ هفتاد میلادی به بعد، این خط پژوهشی، توسط پژوهشگرانی همچون پاتریشا کرون و مایکل کوک و برخی دیگر گسترش پیدا کرد. امروزه، این مسئله مورد تأیید بسیاری از پژوهشگران است.
بر اساسِ نظر محمدعلی امیرمعزّی، عبدالملک به دلایل سیاسی برای مشروعیت بخشیدن به امپراتوری خود، با بازخوانی پیامِ محمد، قرآنی «رسمی» را، که به دست ما رسیده، تنظیم کرد، و تلاش کرده که نسخه‌های دیگر را از بین ببرد. از نظر امیرمعزّی، خلیفه می‌دانست که «در جامعه‌ای که حرکت‌های اعتراضیِ دینی–سیاسی بسیار زیاد است، این تسلط تنها از طریق تسلط بر کتاب مقدس و البته تدوین آن امکان‌پذیر است. کتابی مدون، منحصربه‌فرد و مستقل از کتب مقدس پیشین — منظور مسیحی و یهودی — که بر اساس احکام دولتی تدوین یافته باشد، بهترین تضمین برای امنیت اعتقادی و البته سیاسی است.» نسخه‌ای که به‌گفتهٔ امیرمعزّی مورد بحث و انتقاد شیعیان بود و با نسخه‌های دیگر از نظر ظاهر و محتوا متفاوت بود، اما نهایتاً پس از چهار قرن و در دوران خلافت عباسی با شکل‌گیری «ارتودکسی سنی» که یکی از دگم‌های آن الهی و جاودانی دانستن قرآن حکومتی (étatique) شد، این نسخه بر همه مسلمانان ازجمله شیعیان تحمیل، یا در دوران آل بویه به روش تقیه پذیرفته شد.
همچین، بر اساس برخی از پژوهش‌ها، نخستین بزرگ‌داشت‌های واقعی از محمّد به‌عنوان پیامبر دینی مستقل از مسیحیت و یهودیت نیز مربوط به دورهٔ عبدالملک می‌شود. به‌گفتهٔ کریستین روبَن، کتیبه‌شناس و متخصص تاریخ اعراب قبل از اسلام، نام محمّد در اولین اسناد اسلامی — کتیبه‌ها و بناهای یادبود، پاپیروس و سکه — غایب است و اولین شواهدِ نام او به سال ۶۶ هجری قمری، تقریباً ۵۵ سال پس از مرگ وی، در ضربِ سکه‌ای با عبارت «بسم الله محمّد رسول‌الله» برمی‌گردد. از نظر گیوم دی نیز، شخصیت محمّد در دوران سفیانیان غایب است و از این دوران به بعد است که ظاهراً محمّد چهره‌ای مرکزی می‌گیرد. آنچه که از نظر دی تلاش برای نشان دادن گسست از ادیان دیگر است. همچنین اینکه از نظر عبدالملک ادیان یهودی و مسیحی کتابی دارند، بنابراین اسلام نیز باید مانند یک دین رسمی، کتابی مشخص داشته و تکمیل‌کنندهٔ یهودیت و مسیحیت باشد.
عبدالملک بن مروان، نخستین خلیفه‌ای بود که عنوان «خلیفة الله» را به خود اختصاص داد. واژهٔ مسلمان نیز نخستین بار در دوران وی استفاده شد؛ تا قبل از عبدالملک پیروان محمّد خود را «مومنون» یا «مهاجرون» می‌نامیدند. دومین منبع متنی مسلمانان، یعنی حدیث، هم به همان شیوهٔ قرآن و تحت کنترل عبدالملک، تدوین یافت. یکی دیگر از تصمیمات مهم در دوران خلافت عبدالملک بن مروان، این بود که با ارجاع به یک حدیث، اعلام شد که سه مسجد، یعنی کعبه در مکه، مسجد مدینه و بیت‌المقدس در اورشلیم، مکان‌های مقدسی هستند و مسلمانان برای زیارت می‌توانند به این شهرها بروند. قبةالصخره در بیت‌المقدس نیز، به فرمان وی بنا نهاده شد.

## اصلاحات اداری
در زمان خلافت عبدالملک بن مروان، اداره امور حکومتی در قلمرو امویان با مشکلات متعددی روبه‌رو بود. مهم‌ترین این مشکلات، تنوع زبانی در دیوان‌ها و وابستگی شدید به کاتبان غیرمسلمان بود. دیوان‌های حکومتی در شام به زبان یونانی، در مصر به قبطی، و در عراق به فارسی اداره می‌شدند. این تنوع زبانی باعث بروز مشکلات مدیریتی و کاهش کارآمدی در دیوان‌ها شده بود. علاوه بر این، کاتبان محلی غیرعرب که اغلب از اقلیت‌های مذهبی بودند، نفوذ زیادی در ساختار حکومتی داشتند و گاه رفتارهایی توهین‌آمیز نسبت به اعراب مسلمان از خود نشان می‌دادند.
عبدالملک بن مروان که به ضعف این ساختار آگاه بود، تصمیم گرفت تا دیوان‌ها را به زبان عربی تغییر دهد. این اقدام که به «تعریب دیوان‌ها» مشهور است، از جمله بزرگ‌ترین اصلاحات اداری در تاریخ خلافت اموی محسوب می‌شود. عبدالملک با صدور فرمانی، دستور داد که زبان عربی به‌عنوان زبان رسمی دیوان‌ها جایگزین زبان‌های محلی شود و کاتبان عرب مسئولیت اداره امور را بر عهده بگیرند.
تعریب دیوان‌ها در مناطق مختلف خلافت به‌تدریج و با تغییرات ساختاری انجام شد. در شام، دیوان‌ها که پیش‌تر تحت مدیریت افرادی همچون سرجون بن منصور، یک مسیحی یونانی‌تبار، اداره می‌شد، به عربی تغییر یافت. عبدالملک این مسئولیت را به سلیمان بن سعد واگذار کرد که از مدیران کارآمد عرب بود. در عراق نیز دیوان‌ها که به زبان فارسی اداره می‌شدند، به عربی تغییر یافتند. گفته شده است که کاتبانی مانند زادان فروخ و صالح، که ایرانی‌تبار بودند اما به زبان عربی تسلط داشتند، در این تغییر نقش داشتند.
یکی از دلایل تسریع اجرای تعریب، رفتارهای تحقیرآمیز برخی از کاتبان غیرمسلمان بود. به عنوان مثال، گفته می‌شود که یکی از کاتبان رومی وقتی دواتی برای نوشتن نیافت، در ظرف دوات ادرار کرد. این رفتار که به عبدالملک گزارش شد، خشم او را برانگیخت و دستور به تغییر فوری زبان دیوان‌ها داد.
تعریب دیوان‌ها اهداف متعددی را دنبال می‌کرد:
- کاهش نفوذ اقلیت‌های غیرمسلمان: این اقدام، حضور گسترده کاتبان غیرعرب را در دیوان‌ها محدود کرد و نفوذ آنان را کاهش داد.
- یکپارچگی فرهنگی و زبانی: با تبدیل زبان رسمی دیوان‌ها به عربی، وحدت زبانی و فرهنگی بیشتری در قلمرو خلافت ایجاد شد.
- تقویت هویت عربی: این تغییر باعث شد که دولت اموی به‌عنوان دولتی با هویت عربی شناخته شود.
- افزایش کارآمدی: استفاده از یک زبان مشترک، هماهنگی و سرعت بیشتری در امور حکومتی ایجاد کرد.[۲۲]

در مصر، دیوان‌ها که به زبان قبطی اداره می‌شدند، با فرمان عبدالملک به عربی تغییر یافتند. این تغییر به کاهش نفوذ کاتبان قبطی و ایجاد ارتباط بهتر میان مرکز خلافت و ولایات منجر شد. در عراق نیز، دیوان‌هایی که به زبان فارسی بودند، تحت نظارت فرماندارانی چون حجاج بن یوسف به عربی ترجمه شدند.
تعریب دیوان‌ها تأثیری عمیق بر ساختار اداری و فرهنگی خلافت اموی گذاشت. این اصلاحات نه تنها نظام اداری را کارآمدتر کرد، بلکه زبان عربی را به‌عنوان زبان رسمی دولت اسلامی تثبیت نمود و زمینه‌ساز گسترش آن به‌عنوان زبان علم و فرهنگ در قرون بعدی شد. همچنین، اقدام عبدالملک الگویی برای خلفای بعدی شد که از این سیاست برای تقویت دولت مرکزی استفاده کردند.

## اصلاحات مالی و ضرب سکه اسلامی
عبدالملک بن مروان در دوران خلافت خود اقدام به اصلاحات مالی گسترده‌ای کرد که تأثیر آن تا قرن‌ها پس از دوران او باقی ماند. یکی از مهم‌ترین این اقدامات، ضرب سکه‌های اسلامی و ایجاد نظام مالی مستقل برای خلافت اموی بود. پیش از او، سکه‌های رایج در قلمرو اسلامی، عمدتاً سکه‌های بیزانسی و ساسانی بودند که حاوی نمادهای غیر اسلامی و نوشته‌هایی به زبان‌های خارجی بودند. این وضعیت موجب وابستگی اقتصادی به امپراتوری‌های همسایه و همچنین تضعیف هویت اسلامی خلافت شده بود.
دلایل ضرب سکه اسلامی:
- استقلال اقتصادی: عبدالملک با ضرب سکه‌های اسلامی، نیاز به استفاده از سکه‌های خارجی را از میان برد و به اقتصاد خلافت استقلال بخشید.
- ایجاد وحدت مالی: پیش از این، سکه‌ها در مناطق مختلف دارای وزن و ارزش‌های متفاوت بودند که باعث سردرگمی در مبادلات مالی می‌شد.
- ترویج هویت اسلامی: نقش شعارهای اسلامی و حذف تصاویر غیر اسلامی از سکه‌ها، بخشی از تلاش عبدالملک برای تثبیت هویت اسلامی خلافت بود.[۲۱]

اولین سکه‌های اسلامی در دوران عبدالملک در سال ۷۴ هجری ضرب شدند. این سکه‌ها شامل دینار طلا و درهم نقره بودند که بر آن‌ها عباراتی مانند «لا اله الا الله» و «محمد رسول‌الله» نقش بسته بود. این اقدام، نقطه عطفی در تاریخ نظام مالی اسلامی محسوب می‌شود.
برای اجرای این اصلاحات، عبدالملک ضرابخانه‌هایی را در مناطق مختلف خلافت تأسیس کرد و قوانین دقیقی برای وزن و کیفیت سکه‌ها وضع نمود. او وزن درهم را بر اساس ۱۴ قیراط تعیین کرد و این استاندارد را در سراسر قلمرو خلافت اعمال کرد. این اقدام، نقش مهمی در تثبیت ارزش پول و تسهیل تجارت در قلمرو اموی داشت.
در یکی از روایت‌های مرتبط با ضرب سکه، آمده است که عبدالملک نامه‌ای از امپراتور بیزانس دریافت کرد که در آن تهدید شده بود اگر خلافت اسلامی سکه‌های خود را ضرب کند، بیزانس نیز نام پیامبر اسلام را بر سکه‌های خود حک خواهد کرد. عبدالملک پس از مشورت با خالد بن یزید، تصمیم به ضرب سکه‌های اسلامی گرفت و این تهدید را نادیده گرفت.
عبدالملک برای جلوگیری از تقلب در ضرب سکه، تدابیر سختگیرانه‌ای وضع کرد. ضرابخانه‌ها موظف بودند کیفیت سکه‌ها را تضمین کنند و هر گونه تخلف در این زمینه با مجازات‌های سنگین روبه‌رو می‌شد. از جمله اقدامات وی برای کنترل کیفیت سکه‌ها می‌توان به موارد زیر اشاره کرد:
- داغ کردن دست افرادی که سکه تقلبی ضرب می‌کردند.
- اخذ مالیات از صنعتگران و ضرابخانه‌ها برای هر صد درهم.
- حک کردن سال و محل ضرب سکه بر روی آن‌ها.[۲۱]

نتایج ضرب سکه اسلامی:
- ایجاد ثبات اقتصادی: ضرب سکه‌های استاندارد به تثبیت ارزش پول و کاهش مشکلات اقتصادی کمک کرد.
- افزایش اعتبار بین‌المللی: سکه‌های اسلامی به‌عنوان واحد پولی معتبر در سراسر قلمرو اسلامی و حتی فراتر از آن شناخته شدند.
- تثبیت هویت اسلامی: استفاده از آیات قرآن و شعارهای اسلامی بر روی سکه‌ها، ابزار مؤثری برای تبلیغ اسلام در سرزمین‌های مختلف بود.
- جلوگیری از نفوذ اقتصادی خارجی: جایگزینی سکه‌های اسلامی با سکه‌های بیزانسی و ساسانی، نفوذ اقتصادی امپراتوری‌های همسایه را از میان برد.[۲۱]

## قبة الصخره
قبة الصخره یکی از برجسته‌ترین نمادهای تمدن اسلامی است که به دستور عبدالملک بن مروان در سال ۶۶ هجری قمری (۶۸۵ میلادی) ساخت آن آغاز و در سال ۷۲ هجری قمری (۶۹۱ میلادی) به پایان رسید. این بنا که در بیت‌المقدس بر روی صخره مقدس (المشرفه) قرار دارد، به دلیل ویژگی‌های معماری منحصربه‌فرد و نقش سیاسی، مذهبی و فرهنگی‌اش، جایگاه ویژه‌ای در تاریخ اسلام دارد.
قبة الصخره از نظر معماری نمونه‌ای بی‌نظیر است که با بهره‌گیری از عناصر بیزانسی و سبک‌های محلی ساخته شده است. طرح این بنا هشت‌ضلعی است و گنبد طلایی آن که تا ارتفاع ۳۰ متر از سطح زمین بالا می‌رود، درخششی خاص به بنا بخشیده است. بخش بالایی بنا با کاشی‌های آبی و طلایی تزئین شده و بخش پایینی آن از سنگ مرمر سفید ساخته شده است که با گذشت قرن‌ها همچنان زیبایی خود را حفظ کرده است.

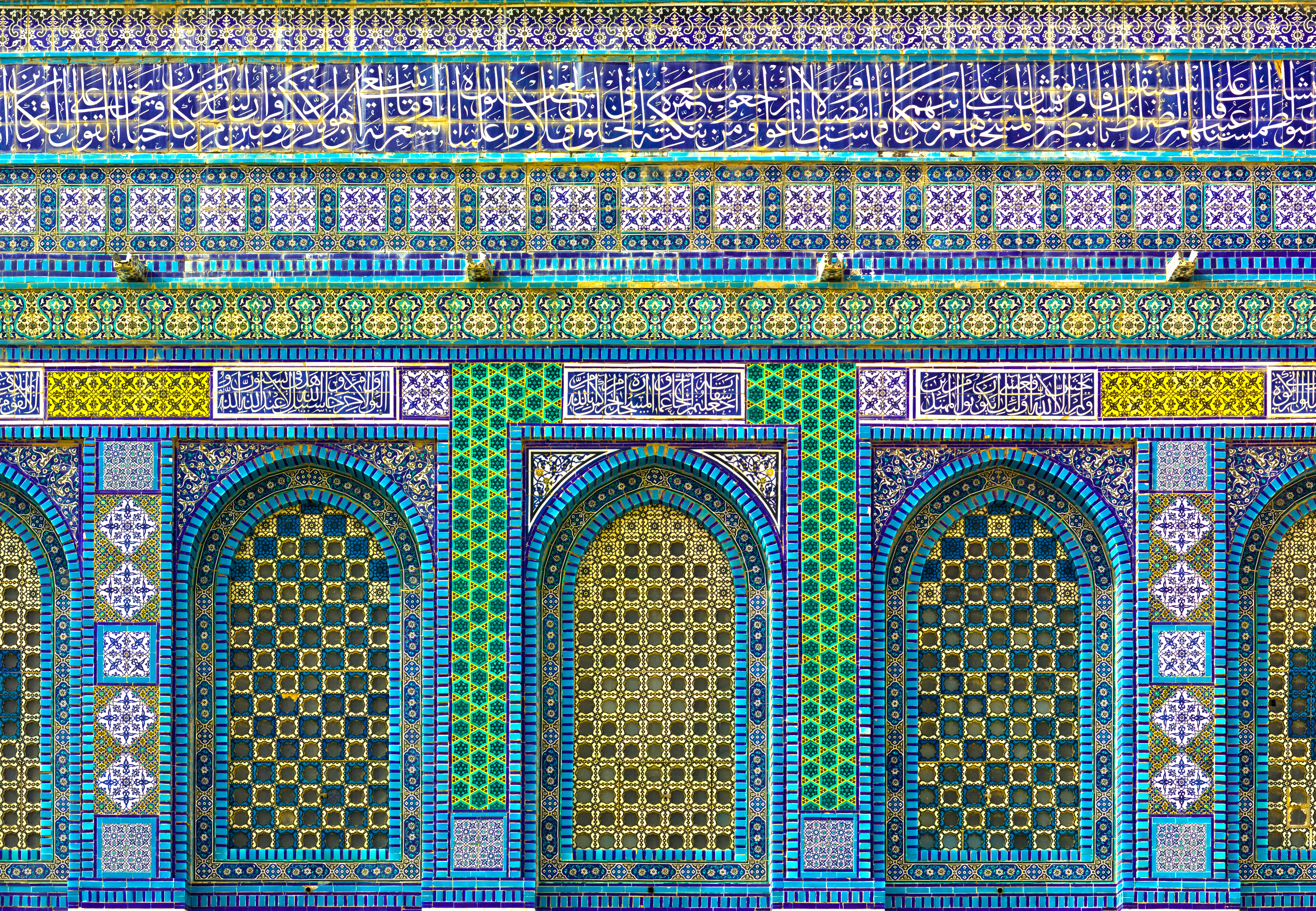
نمایی از قبة الصخره

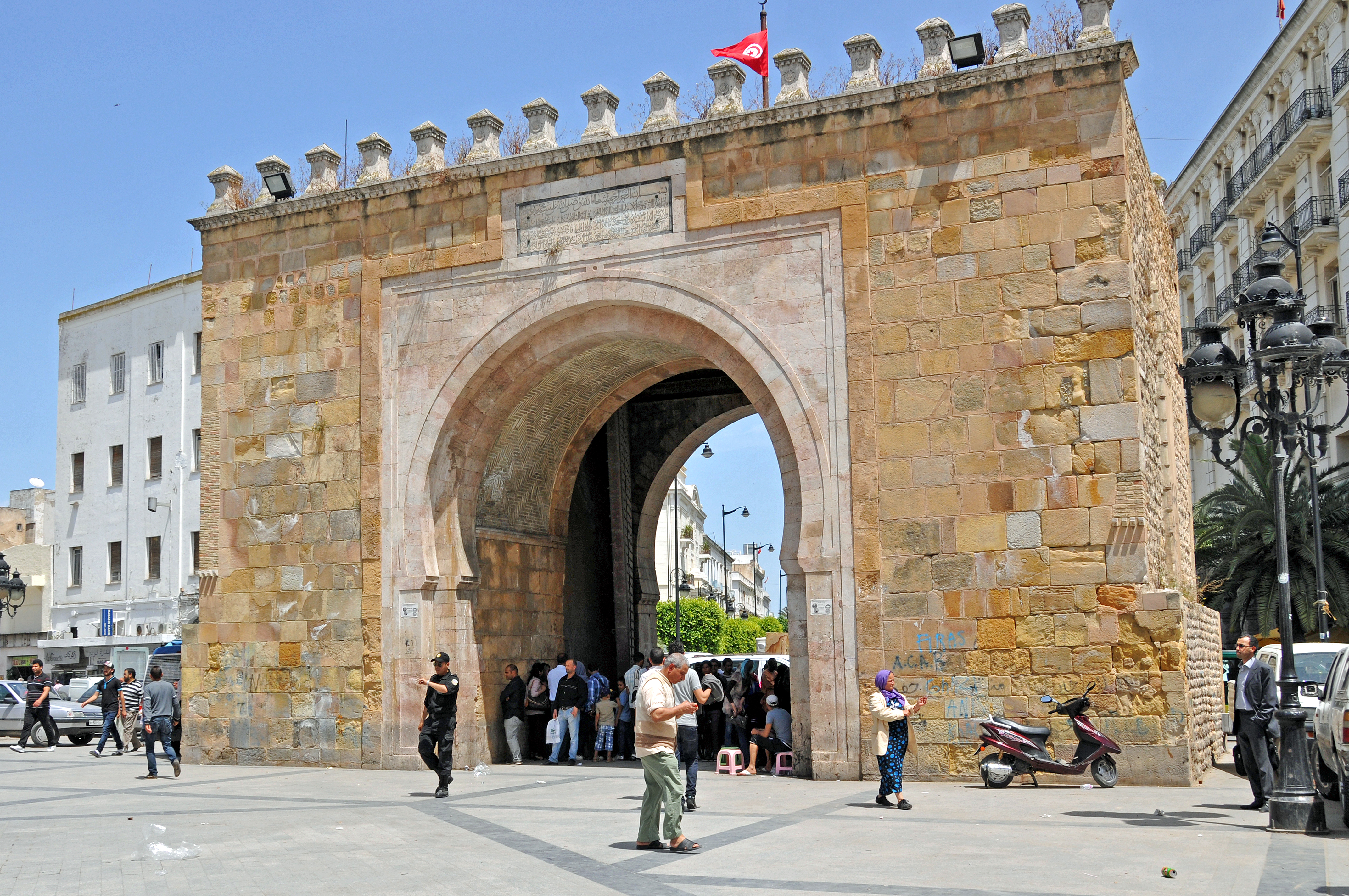
باب‌البحر ورودی شهر باستانی تونس که توسط حسان بن نعمان غسانی در حکومت عبدالملک مروان ساخته شد.

از ویژگی‌های دیگر این بنا، استفاده از کتیبه‌هایی با خط کوفی است که آیات قرآن و نام خلیفه عبدالملک بر روی آن‌ها حک شده است. این کتیبه‌ها علاوه بر اهداف مذهبی، به‌عنوان ابزاری برای نشان دادن مشروعیت و قدرت خلافت اموی نیز عمل می‌کردند.
یکی از اهداف اصلی عبدالملک از ساخت قبة الصخره، دور نگه‌داشتن مردم شام و مصر از عبدالله بن زبیر بود که در مکه بر ضد خلافت اموی قیام کرده بود. در آن زمان، مکه و کعبه به مرکز سیاسی و مذهبی قیام عبدالله بن زبیر تبدیل شده بودند. عبدالملک با ساخت قبة الصخره تلاش کرد مکانی مقدس و جایگزین برای انجام مناسک دینی معرفی کند و بدین ترتیب مردم را از سفر به مکه بازدارد.
یکی دیگر از اهداف ساخت قبة الصخره، جلب قلوب یهودیان و مسیحیان ساکن شام بود. این صخره مقدس در ادیان یهودی و مسیحی نیز اهمیت فراوانی داشت و عبدالملک با ساخت این بنا بر روی این صخره، به‌نوعی تلاش کرد تا پیروان این ادیان را به حکومت خود نزدیک کند.
قبة الصخره همچنین نقش مهمی در تثبیت هویت اسلامی داشت. صخره مقدس که به باور مسلمانان محل معراج محمد بود، مکانی نمادین برای نمایش قدرت و شکوه دین اسلام به‌شمار می‌رفت. ساخت این بنا نشان‌دهنده تعهد عبدالملک به ترویج اسلام و تقویت موقعیت مذهبی بیت‌المقدس به‌عنوان یکی از مراکز مقدس اسلامی بود.
عبدالملک بن مروان از طریق این بنا، تلاش کرد تا عظمت و اقتدار حکومت خود را به رخ بکشد. قبة الصخره نمادی از شکوه خلافت اموی و دستاوردهای فرهنگی و هنری این دوران است.
ساخت گنبد بر روی صخره مقدس نیز به‌منظور حفاظت از این مکان انجام شد. عبدالملک بن مروان با این اقدام، اهمیت این صخره را برای مسلمانان برجسته کرد و آن را به یکی از مکان‌های مهم مذهبی تبدیل نمود.
عبدالملک بن مروان در ساخت قبة الصخره از بهترین معماران و مهندسان دوران استفاده کرد. گنبد این بنا به‌صورت نمادی از عظمت الهی طراحی شد و تمام مصالح مورد استفاده، با دقت فراوان انتخاب شدند. طراحی داخلی و خارجی این بنا نیز با ظرافت خاصی انجام گرفت و جلوه‌ای از هنر و معماری اسلامی اولیه را به نمایش گذاشت.

## وصیت و مرگ
وصیت عبد الملک بن مروان به فرزندانش چنین بود: «شما را به تقوای خداوند متعال وصیت می‌کنم که تقوا محافظی دائمی است و همانند پوششی محافظ و زینتی زیباست. بزرگ‌ترها باید به کوچکترها مهربانی کنند و کوچکترها باید حقوق بزرگ‌ترها را رعایت نمایند، با قلب‌های صاف و با عمل به خوبی‌ها. از اختلاف و تفرقه بپرهیزید که این دو باعث هلاکت پیشینیان و ذلت کسانی شد که به عزت شناخته می‌شدند. به مسلمة بن عبد الملک توجه کنید و نظر او را بپذیرید، زیرا او مشاور شایسته و پناهگاه شماست. حجّاج بن یوسف را محترم بشمارید، زیرا او به شما کمک کرده و سلطنت شما را استوار ساخت. در جنگ‌ها آزاد و در کارهای خیر پیشگام باشید، در سختی‌ها استوار و در نرمی‌ها لطیف باشید. ذخایر و دارایی‌ها را به کسانی بسپارید که شرافت و عقل دارند، زیرا این کار باعث حفظ شرافت‌هایشان و قدردانی بیشتر خواهد بود.»
سپس به پسرش ولید بن عبد الملک اشاره کرد و گفت: «اگر من بمیرم، نباید به گونه‌ای باشی که اشک بریزی و از شدت غم به خود بپیچی. بلکه باید محکم و قوی باشی، با اراده‌ای پولادین، لباس جنگی بپوشی و برای دفن من آماده شوی. پس از آن به مردم برای بیعت فراخوانی، و اگر کسی مخالفت کرد، به او با شمشیر پاسخ بده.»
او همچنین نامه‌ای به عبدالله بن یزید بن معاویه و خالد بن اسید فرستاد و از آن‌ها پرسید که آیا برای بیعت با ولید آماده‌اند. آن‌ها پاسخ دادند که هیچ‌کسی پس از او شایسته‌تر از ولید برای خلافت نیست. عبد الملک به آن‌ها گفت: «اگر پاسخ شما غیر از این بود، شما را مجازات می‌کردم.»
عبد الملک در روز پنج‌شنبه، در میانه ماه شوال سال ۸۶ هجری (۹ اکتبر ۷۰۵ میلادی) در دمشق درگذشت. او در سن ۶۰ سالگی درگذشت و مدت خلافت او ۲۱ سال و یک ماه و نیم بود، از آغاز رمضان ۶۵ هجری تا نیمه شوال ۸۶ هجری.